# Мущинін Віталій Вадимович
Віталій Вадимович Мущинін (нар. 16 травня 1962, м. Київ) — український чиновник, перший заступник Міністра соціальної політики України з березня 2014.

## Освіта
У 1988 році закінчив Київський інженерно-будівельний інститут за фахом «інженер-будівельник».

## Трудова діяльність
У 1979 розпочав свою трудову діяльність у Науково-дослідному інституті будівельних конструкцій Держбуду СРСР.
1989–1993 — інженер відділу промислових споруд Державного проектного науково-дослідного інституту «Укрндипроектстальконструкція».
З 1993 — працює в Міністерстві соціального захисту населення України.
У 1997 — призначений на посаду помічника першого заступника Міністра праці та соціальної політики України.
З 2004 — очолив Департамент державного соціального захисту населення.
2005–2006 — завідувач відділу політики соціального забезпечення населення у Секретаріаті Президента України.
2006–2010 — повертається до Міністерства праці та соціальної політики України на посаду директора Департаменту державного соціального захисту населення.
2010–2011 — заступник Міністра праці та соціальної політики України.
2011–2014 — повертається на посаду директора Департаменту державної соціальної допомоги Міністерства соціальної політики України.

## Сім'я
Одружений, має доньку.

## Нагороди
Має почесне звання «Заслужений працівник соціальної сфери України».